# 东光城郡
东光城郡，中国南北朝时设置的郡。
北齐置东光城郡，属南郢州。治所在光城县（今河南商城县西）。辖境约当今河南省商城县一带。隋文帝开皇三年（583年）废东光城郡，光城县属光州。